# Dolme (flythjälpmedel)
Dolme, även kallad flytdolme eller pull buoy är ett flythjälpmedel som tävlingssimmare använder i sin träning när de fokuserar på att simma med armarna.

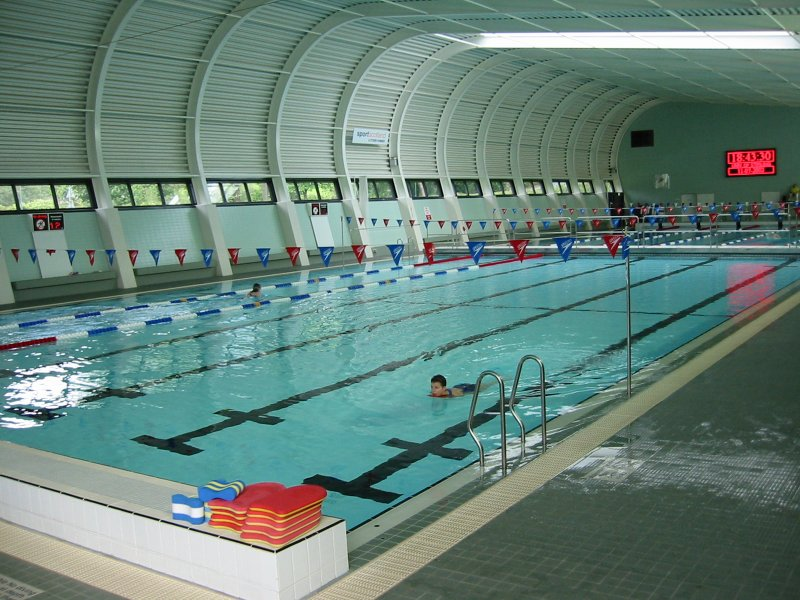
Vid bassängens kant ligger två blå-vita dolmar.

Dolmen placeras vanligtvis mellan benen så långt fram som möjligt och hålls på plats genom isometrisk kontraktion av  gluteal- och lårmuskulaturen. Materialet är vanligtvis solitt skumgummi, alternativt ihålig hårdplast som kan fyllas med vatten för att reglera flytkraften och därmed kroppens position i vattnet. Dolmar används ofta i kombination med handpaddlar. Simmare som har ont i knän kan med fördel använda dolme, eftersom benen då får vila.